# Niccolò Acciaiuoli

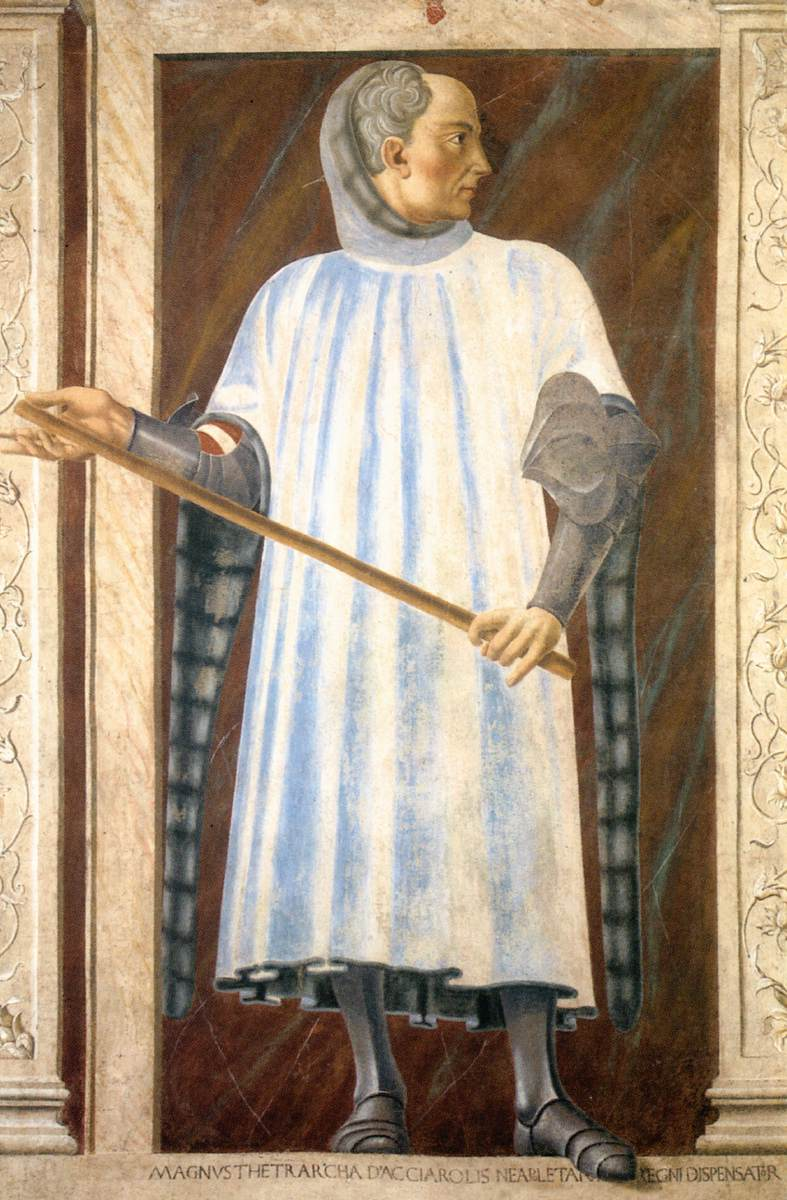
Portret autorstwa Andrei del Castagno

Niccolò Acciaiuoli (ur. 1310, zm. 8 listopada 1365) – florencki baron Koryntu w latach 1358-1365. 

## Życiorys
Był szeneszalem w Królestwie Neapolu. 23 kwietnia 1358 został baronem Koryntu z nadania Roberta II z Tarentu, księcia Tarentu (1332-1346), Albanii (1332-1364), księcia Achai (1333-1346), tytularnego cesarz łacińskiego (1346-1364). Synem Niccolò był Angelo Acciaiuoli, baron Koryntu (1365-1371), przybranym synem zaś był Nerio I Acciaiuoli, baron Koryntu (1371-1394) i książę Aten i Teb (1388-1394). 